# Rychlá Layne
Rychlá Layne (v anglickém originále Fast Layne) je americký komediální televizní seriál vytvořený Travisem Braunem. Premiéru měl 15. února 2019 na Disney Channel.

## Příběh
Ve městě Cedarville je Layne Reedová skvělou dívkou, jejíž rodiče Cheryl a Rob jsou pryč, takže její teta přišla do jejich domu, aby na ni dohlížela. Layne je nadšená, když společně se svou nejlepší kamarádkou Zorou najdou v ukryté opuštěné kůlně mluvící auto jménem VIN; tehdy začne jejich dobrodružství.

## Obsazení

### Hlavní role
- Sophie Pollono jako Layne Reedová (český dabing: Alžběta Volhejnová)
- Sofia Rosinsky jako Zora Morrisová (český dabing: Zuzana Šimková)
- Brandon Rossel jako Cody Castillo (český dabing: Adam Ipser)
- Winslow Fegley jako Mel George (český dabing: Šimon Fikar)
- Nate Torrence jako VIN (hlas), (český dabing: Igor Bareš)

### Vedlejší role
- Caitlin Howden jako Betty Georgeová (český dabing: René Slováčková)
- Ty Consiglio jako Jasper Marr (český dabing: Daniel Krejčík)
- Diana Bang jako Jesica Kwonová (český dabing: Tereza Martinková)
- Michel Adamthwaite jako Clint Riggins (český dabing: Ludvík Král)
- Francisco Trujillo jako Pan Castillo (český dabing: Ludvík Král)
- Enid-Raye Adams jako Cheryl Reedová (český dabing: Kristýna Bábková)
- David Milchard jako Rob Reed (český dabing: Jakub Saic)

### Další role
- Bri Neal jako Yumi Mackenzieová (český dabing: Kristýna Bábková)
- Adrian Petriw jako Alonso (hlas), (český dabing: Pavel Vondrák)
- Reese Alexander jako Ředitel Mugbee (český dabing: Ludvík Král)
- Jaiven Natt jako Ned (český dabing: Robin Pařík)
- Maria J. Cruz jako Paní Dunkleová (český dabing: Nina Horáková)
- Panta Mosleh jako Roxy (český dabing: Nina Horáková)
- Paul Lazenby jako Jocko (český dabing: Jiří Krejčí)
- Garry Chalk jako Plukovník Hardy (český dabing: Zdeněk Maryška)

### Hostující role
- Anna Cathcart jako Anna (český dabing: Anežka Saicová)

## Seznam dílů
| Č. v seriálu | Č. v řadě | Původní název                 | Režie               | Scénář                          | Premiéra v USA  | Premiéra v ČR   | Prod. kód |
| ------------ | --------- | ----------------------------- | ------------------- | ------------------------------- | --------------- | --------------- | --------- |
| 1            | 1         | Mile 1: The Voice in the Shed | Hasraf "Haz" Dulull | Travis Braun                    | 15. února 2019  | 20. května 2019 | 101       |
| 2            | 2         | Mile 2: Paid to Drive         | Hasraf "Haz" Dulull | Tom Burkhard                    | 17. února 2019  | 21. května 2019 | 102       |
| 3            | 3         | Mile 3: VIN Goes Wild         | Joe Menendez        | Matt Dearborn                   | 24. února 2019  | 22. května 2019 | 103       |
| 4            | 4         | Mile 4: Changing Laynes       | Joe Menendez        | Alex Ankeles & Morgan Jurgenson | 3. března 2019  | 23. května 2019 | 104       |
| 5            | 5         | Mile 5: Road Trip             | Rachel Leiterman    | Travis Braun                    | 10. března 2019 | 27. května 2019 | 105       |
| 6            | 6         | Mile 6: Code Orange           | Rachel Leiterman    | Laurie Parres                   | 17. března 2019 | 28. května 2019 | 106       |
| 7            | 7         | Mile 7: On the Run            | Hasraf "Haz" Dulull | Molly Haldman & Camilla Rubis   | 24. března 2019 | 29. května 2019 | 107       |
| 8            | 8         | Mile 8: Helicopter Parents    | Hasraf "Haz" Dulull | Matt Dearborn & Tom Burkhard    | 31. března 2019 | 30. května 2019 | 108       |